# Гервіне
Гервіне (Gervinė) — село у Литві, Расейняйський район, Палепяйське староство. 2001 року у селі проживало 153 людей. Розташоване біля дороги Расейняй — Ержвілкас.

## Принагідно
- Gervinė

| Литва | Це незавершена стаття з географії Литви. Ви можете допомогти проєкту, виправивши або дописавши її. |